# Otonycteris hemprichii
L'orecchione di Hemprich (Otonycteris hemprichii Peters, 1859) è un pipistrello della famiglia dei Vespertilionidi, unica specie del genere Otonycteris (Peters, 1859), diffuso nell'Africa settentrionale e nell'Asia occidentale.

## Descrizione

### Dimensioni
Pipistrello di medie dimensioni, con la lunghezza della testa e del corpo tra 61 e 76 mm, la lunghezza dell'avambraccio tra 50 e 70 mm, la lunghezza della coda tra 40 e 58 mm, la lunghezza del piede tra 11,3 e 12,9 mm, la lunghezza delle orecchie tra 30 e 42 mm e un peso fino a 20 g.

### Caratteristiche craniche e dentarie
Il cranio è lungo e stretto con la scatola cranica allo stesso livello del rostro. La regione inter-orbitale è profonda, mentre la bolla timpanica è ben sviluppata. Gli incisivi superiori sono grandi, mentre quelli inferiori sono piccoli e tricuspidati. Il terzo molare superiore è notevolmente ridotto.
Sono caratterizzati dalla seguente formula dentaria:

### Aspetto
La pelliccia è lunga, densa e soffice. Le parti dorsali variano dal grigio-biancastro al giallo-brunastro chiaro, mentre le parti ventrali sono interamente bianche. Il muso è bruno-giallastro e privo di peli, le narici si aprono lateralmente e sono a forma di mezzaluna. Le orecchie sono enormi, bruno-giallastre, larghe, con l'estremità arrotondata e ben separate. Sono solitamente rivolte in avanti, sebbene in volo vengano piegate all'indietro per aumentare l'aerodinamicità. Il trago è lungo circa metà del padiglione auricolare ed è lanceolato. Le membrane alari sono bruno-giallastre chiare, larghe, spesse, coriacee, prive di peli e attaccate posteriormente al metatarso dell'alluce. Il quinto dito è solitamente più lungo del quarto. La coda è lunga e fuoriesce soltanto con l'ultima vertebra dall'ampio uropatagio. Le femmine hanno due paia di mammelle pettorali, caratteristica insolita tra i pipistrelli. Il cariotipo è 2n=28 negli individui presenti in Giordania e 2n=30 in quelli del Caucaso, il che fa presupporre l'esistenza di varie forme criptiche.

### Ecolocazione
Emette ultrasuoni con massima intensità tra 30–32 kHz.

## Biologia

### Comportamento
Si rifugia nelle fenditure delle rocce o talvolta in fabbricati, solitariamente o in piccole colonie fino a 18 esemplari dello stesso sesso femminile. L'attività predatoria inizia presto la sera.

### Alimentazione
Si nutre di insetti catturati su suoli sassosi come tenebrionidi, blatte e ortotteri. Può cacciare anche insetti in volo.

### Riproduzione
Femmine gravide sono state osservate nei mesi di maggio e giugno. Danno alla luce solitamente due piccoli alla volta.

## Distribuzione e habitat
Questa specie è diffusa nell'Africa settentrionale nel Marocco centro-orientale, Algeria centro-occidentale, Tunisia centrale, Egitto settentrionale e Penisola del Sinai, mentre nel Medio Oriente è presente in Giordania, Israele, Libano, Siria, Turchia sud-orientale e dalle sponde orientali del Mar Caspio, attraverso l'Afghanistan e il Pakistan fino all'India settentrionale.
Vive nelle zone aride desertiche e sub-desertiche, rocciose e con vegetazione rada fino a 2.400 metri di altitudine.

## Conservazione
La IUCN Red List, considerato che questa è una specie relativamente comune nelle zone desertiche paleartiche, la popolazione è presumibilmente numerosa e non ci sono minacce, sebbene in parte del suo areale è minacciata dall'uso dei pesticidi, classifica O.hemprichii come specie a rischio minimo (Least Concern)).